# Hemisphaeroma pulchrum
Hemisphaeroma pulchrum is een pissebed uit de familie Sphaeromatidae. De wetenschappelijke naam van de soort is voor het eerst geldig gepubliceerd in 1905 door Hansen.